# Katja Rathje-Hoffmann

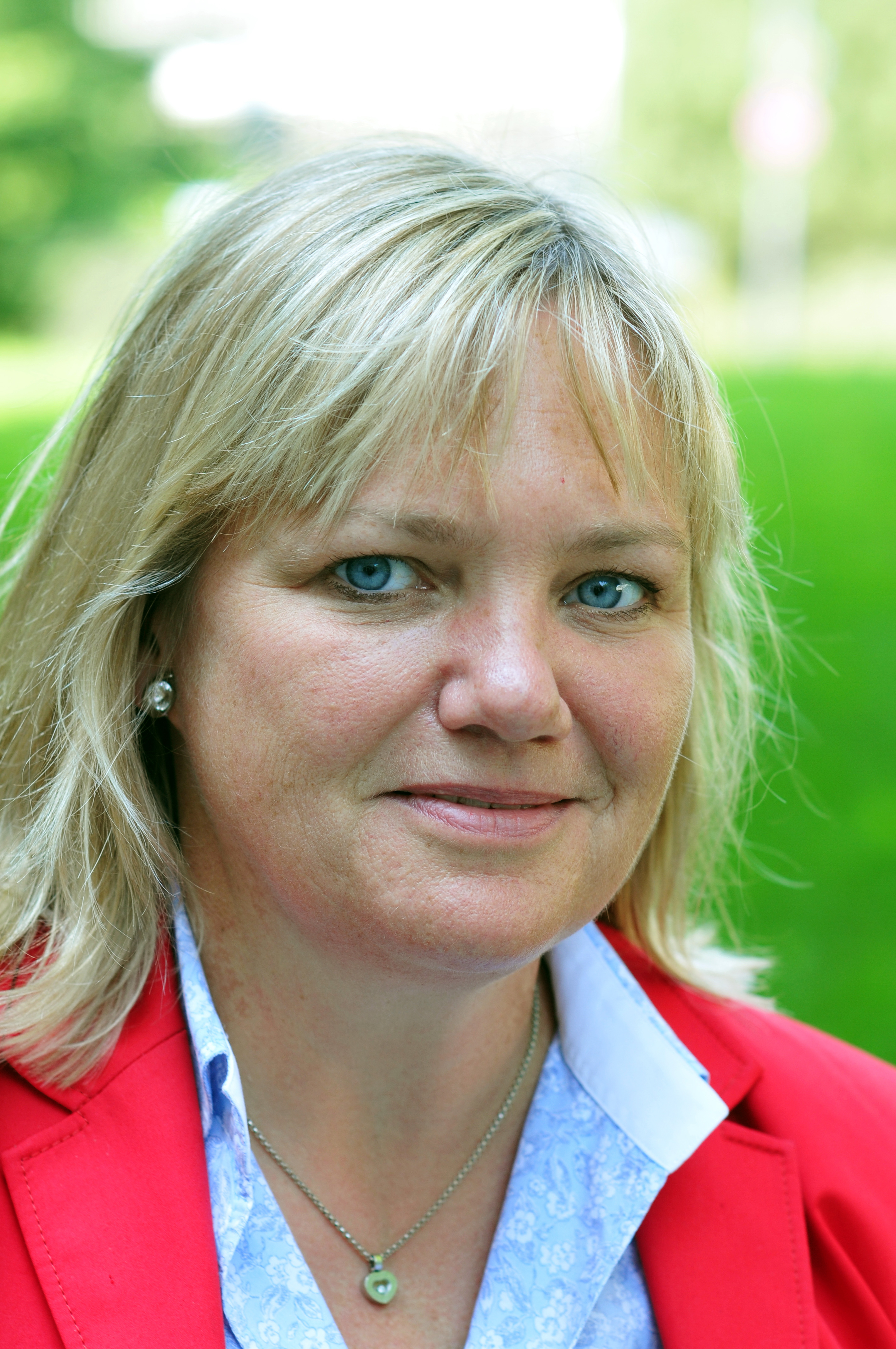
Katja Rathje-Hoffmann, 2013

Katja Rathje-Hoffmann (* 12. Juni 1963 in Bad Segeberg) ist eine deutsche Politikerin (CDU). Sie ist seit 2009 mit einer Unterbrechung von gut drei Wochen zu Beginn der 20. Wahlperiode Landtagsabgeordnete in Schleswig-Holstein.

## Ausbildung und Beruf
Nach ihrem Realschulabschluss 1979 in Norderstedt besuchte Katja Rathje-Hoffmann die Berufsfachschule für Wirtschaftsassistenten, ebenfalls in Norderstedt, bis 1980. Im gleichen Jahr begann sie eine Ausbildung zur Radio- und Fernsehtechnikerin in Bad Segeberg, die sie 1984 abschloss. Anschließend arbeitete sie bis 2001 als Audio-/Videotechnikerin in Norderstedt, Kaltenkirchen und Hamburg.
Katja Rathje-Hoffmann ist evangelisch-lutherisch, verheiratet und hat drei Kinder.

## Politik
1990 trat Rathje-Hoffmann in die CDU ein. Von 1994 bis 2001 war sie Gemeindevertreterin in Nahe und Mitglied im Schulverband. Seit 2001 ist sie Mitglied im CDU-Kreisvorstand, und von 2003 bis 2013 war sie Kreistagsabgeordnete. Ebenfalls von 2003 an hatte sie bis 2006 das Amt der sozialpolitischen Sprecherin der CDU-Kreistags-Fraktion inne. 2006 wurde sie Vorsitzende des Planungs- und Umweltausschusses und seit 2009, nach der Abgabe dieses Amtes, ist sie stellvertretende CDU-Kreisvorsitzende. Überdies wählte die Frauen-Union sie 2009 zur stellvertretenden Landesvorsitzenden, seit 2011 ist sie Landesvorsitzende.
Von 2015 bis 2019 war Rathje-Hoffmann Ortsvorsitzende der CDU Norderstedt.

## Abgeordnete
Katja Rathje-Hoffmann wurde 2009 für die 17. Wahlperiode erstmals in den Schleswig-Holsteinischen Landtag gewählt. Dort war sie stellvertretendes Mitglied im Umwelt- und Agrar- sowie im Wirtschaftsausschuss. Ferner war sie von 2009 bis 2012 Mitglied im Sozialausschuss und Vorsitzende des Petitionsausschusses. Zusätzlich war sie von 2010 bis 2012 Mitglied in der Enquete-Kommission Norddeutsche Kooperation.
2012 wurde sie für die 18. Wahlperiode als Direktkandidatin wiedergewählt und zudem stellvertretende Fraktionsvorsitzende. Sie war ab 2012 Mitglied im Sozialausschuss und Vorsitzende des Facharbeitskreises Soziales. Von 2016 bis 2017 war sie Obfrau des Ersten Parlamentarischen Untersuchungsausschusses Friesenhof der 18. Wahlperiode.
2010 wurde Rathje-Hoffmann Mitglied im CDU-Landesvorstand und war von 2012 bis zum Landesparteitag am 19. November 2016 stellvertretende Landesvorsitzende.
Bei der Landtagswahl 2017 zog Katja Rathje-Hoffmann mit 36,2 Prozent der Erststimmen als direkt gewählte Abgeordnete des Wahlkreises Norderstedt für die 19. Wahlperiode erneut in den Landtag ein. 
Vor der Landtagswahl 2022 verlor sie die parteiinterne Abstimmung gegen den späteren Landtagsabgeordneten Patrick Pender. Auf der Landesliste ihrer Partei stand sie auf Platz 22, der zunächst nicht für einen Wiedereinzug in das Landesparlament reichte. Nach der Bildung des Kabinetts Günther II und der Berufung von drei CDU-Abgeordneten auf Ämter als Staatssekretäre oder Bevollmächtigte in der Landesregierung rückte sie über die Landesliste nach und wurde am 30. Juni 2022 von der Landtagspräsidentin vereidigt.

## Gesellschaftliches Engagement
Katja Rathje-Hoffmann engagiert sich gesellschaftlich als Mitglied im Landfrauenverband, im Skiverband, im Sportverein, im Förderverein Norderstedter Feuerwehrmuseum, als passives Mitglied der Freiwilligen Feuerwehr und des Paritätischen Verbandsrates.